# 斑節對蝦
斑节对虾（学名：Penaeus monodon），也叫桂虾、草虾，是對蝦屬下的一種蝦，是对虾科中的最大的一個种，最大体长可达33厘米。

## 分佈

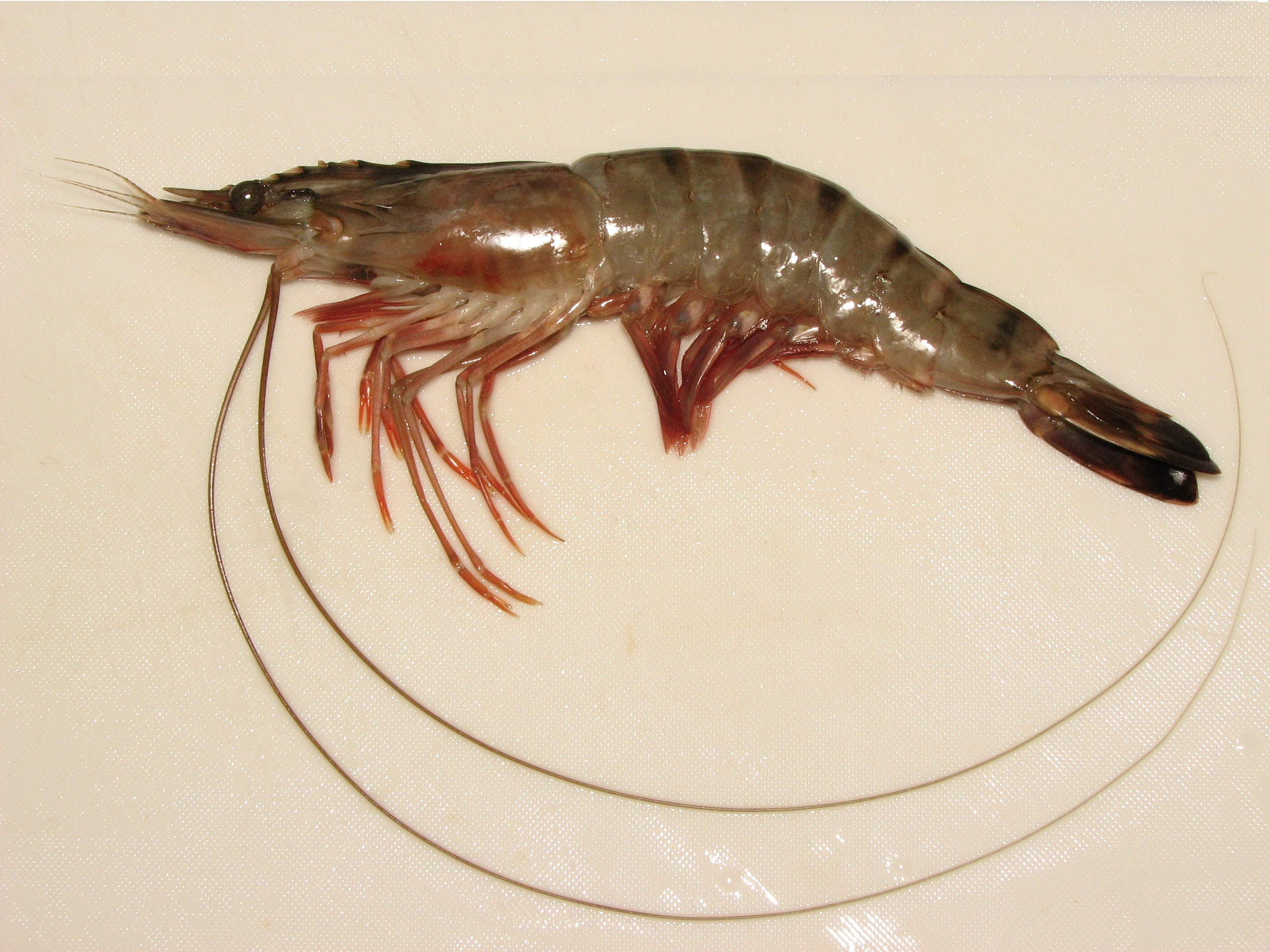
斑节对虾

斑节对虾分佈于印度洋-太平洋海域，東至日本海、西至非洲西海岸和阿拉伯半島、南至澳大利亞。
斑节对虾棲息在淺水區的沙質底部，也適應汽水 (水域)和淡水區域。 牠們是雜食性的，吃藻類，貝類和多毛類。
在墨西哥灣這是一種入侵物種。

## 描述
雌性個體最長可達33（13英寸），不過一般只有25—30（9.8—11.8英寸）長，重200—320克（7.1—11.3盎司），雄性個體較小，長達20—25（7.9—9.8英寸），重100—170克（3.5—6.0盎司）。

## 消費
斑节对虾是一種十分常見的養殖蝦。 對於疾病的抵抗能力較優於其它蝦，在运输中不易死亡。其壳較厚，可食用的部分比例和东方对虾相較之下較少。
部分產地的個體體型較大，被業者冠以「海虎蝦」、「海熊蝦」、「肥豬蝦」等稱號。

### 可持續性消費
2010年，綠色和平將斑节对虾列入海產品紅色名單。 原因是斑节对虾的養殖摧毀了數個國家的紅樹林，并有過度捕撈的趨向。

## 分類學
Penaeus monodon由約翰·克里斯蒂安·法布里丘斯在1798年首次描述，這一名稱長期為人所忽視。直到1949年，Lipke Holthuis 才將其確定為對蝦屬的模式種。.